# Région de Moravie-Silésie
Pour les articles homonymes, voir Silésie (homonymie).
La Moravie-Silésie (en tchèque : Moravskoslezský kraj) est une des 14 régions de la Tchéquie. Elle englobe une partie de la province historique de Moravie ainsi que la partie tchèque de la Silésie. Sa capitale administrative est la ville d'Ostrava.

## Histoire
La région est née en 1928 de la fusion de la Moravie et de la Silésie, dans le cadre de la réorganisation de la Tchécoslovaquie créée après la Première Guerre mondiale, avec Ostrava (le Cœur d'acier de la Tchécoslovaquie) comme capitale. Jusqu'à la fin de la Seconde Guerre mondiale, une fraction importante des habitants étaient des Allemands et des Polonais. La population allemande a été en grande partie chassée (et parfois massacrée) dans l'immédiat après-guerre2.

## Géographie
Couvrant 5 445 km2, la région de Moravie-Silésie se trouve à l'est de la Tchéquie. Elle est limitée au nord par la Pologne, à l'est par la rivière Ostravice et la Slovaquie, au sud par la région de Zlín et à l'ouest par la région d'Olomouc. Il se trouve orographiquement à la frontière du Massif tchèque et les Carpates occidentales. La chaîne de montagnes la plus grande est Hrubý Jeseník avec la montagne Praděd 1491 m. La plus grande partie est drainée par le fleuve Oder jusqu'à la mer Baltique. Il y a des parcs paysagers - Beskydy, Jeseníky, Podří et aussi cinq parcs naturels.

## Subdivisions
La région est subdivisée en 302 communes, dont 39 ont le statut de ville. 
Les six districts (okres, au pluriel okresy) ci-dessous ont été officiellement supprimés en tant que collectivités territoriales le 1er janvier 2003, dans le cadre de la seconde phase de réforme territoriale. Les compétences des districts ont été transférées partiellement à la région et partiellement aux municipalités à compétence étendue.
Toutefois, les districts subsistent comme unités territoriales de base pour les tribunaux, les services décentralisés de l'État, les unités organisationnelles de la Police de la Tchéquie, éventuellement d'autres institutions publiques. Ils sont également utilisés en tant qu'unités statistiques. 
Les districts ont également été utilisés jusqu'au 1er janvier 2008 comme unités statistiques européennes de niveau NUTS4, niveau supprimé depuis pour la Tchéquie.

### Districts
- district de Bruntál (chef-lieu Bruntál)
- district d'Opava (Opava)
- district de Nový Jičín (Nový Jičín)
- district de Frýdek-Místek (Frýdek-Místek)
- district de Karviná (Karviná)
- district d'Ostrava-Ville (Ostrava)

### Municipalités à compétences étendues
Par une loi du 1er janvier 2003, ont été créées 22 municipalités à compétences étendues.
- Bílovec
- Bohumín
- Bruntál
- Český Těšín
- Frenštát pod Radhoštěm
- Frýdek-Místek
- Frýdlant nad Ostravicí
- Havířov
- Hlučín
- Jablunkov
- Karviná
- Kopřivnice
- Kravaře
- Krnov
- Nový Jičín
- Odry
- Opava
- Orlová
- Ostrava
- Rýmařov
- Třinec
- Vítkov

## Principales villes
Population des principales villes du district au 1er janvier 2024 et évolution depuis le 1er janvier 2023 :
| Ostrava                | district d'Ostrava-Ville  | 284 765 | en augmentation |
| Havířov                | district de Karviná       | 69 694  | en diminution   |
| Opava                  | district d'Opava          | 55 600  | en augmentation |
| Frýdek-Místek          | district de Frýdek-Místek | 53 938  | en diminution   |
| Karviná                | district de Karviná       | 49 724  | en diminution   |
| Třinec                 | district de Frýdek-Místek | 34 266  | en diminution   |
| Orlová                 | district de Karviná       | 27 794  | en diminution   |
| Český Těšín            | district de Karviná       | 23 282  | en diminution   |
| Nový Jičín             | district de Nový Jičín    | 22 993  | en stagnation   |
| Krnov                  | district de Bruntál       | 22 716  | en diminution   |
| Kopřivnice             | district de Nový Jičín    | 21 604  | en diminution   |
| Bohumín                | district de Karviná       | 20 519  | en diminution   |
| Bruntál                | district de Bruntál       | 15 244  | en diminution   |
| Hlučín                 | district d'Opava          | 13 421  | en diminution   |
| Frenštát pod Radhoštěm | district de Nový Jičín    | 10 676  | en diminution   |

## Jumelages
- Lorraine (France)